# Hummer H2
 (mars 2014).
Si vous disposez d'ouvrages ou d'articles de référence ou si vous connaissez des sites web de qualité traitant du thème abordé ici, merci de compléter l'article en donnant les références utiles à sa vérifiabilité et en les liant à la section « Notes et références ».
Le Hummer H2 est un véhicule automobile appartenant à la catégorie des SUV. Il fut le premier Hummer conçu par General Motors, après que ce dernier eut racheté la marque Hummer.

## Description
Le Hummer H2 est le premier véhicule civil de la marque après le Hummer H1, version civilisée du Humvee militaire, qui s'illustra durant la guerre du Golfe. Petit à petit, le H1 devient populaire auprès des stars d'Hollywood comme Arnold Schwarzenegger qui en posséda plusieurs. C'est à partir de là que General Motors, propriétaire de la marque depuis 1998, décide de concevoir le Hummer H2, destiné à un usage familial, et non militaire.
Moins large que le H1, le H2 conserve cependant des dimensions importantes, en rapport avec les autres gros SUV américains. Il partage d'ailleurs son châssis avec les Chevrolet Tahoe, GMC Yukon et Cadillac Escalade. Avec ses 2 mètres de haut, ses 4,82 m de longueur et ses 2,06 m de large il est l'un des véhicules les plus gros de sa catégorie. Le design a quelque peu été adouci par rapport au véhicule militaire et au H1.
L'intérieur est luxueux avec sièges en cuir chauffants et électriques, ordinateur de bord, chaîne hi-fi de renom et gadgets en tous genres. C'est le cas aussi du coffre, puisque les sièges arrière sont rabattables 2/3-1/3 grâce à un système très ingénieux[Lequel ?].
Le moteur est un V8 de 6 litres développant 325 ch. La boîte de transfert, les blocages de différentiel central et arrière et la haute garde au sol rendent le franchissement aisé, même si le H2 est logiquement moins à l'aise que le H1 dans ce domaine. Le H2 a aussi eu un V8 6,2 litres développant 398 ch.
Le H2 tient relativement bien la route pour un véhicule de cette taille même s'il a tendance à un peu trop sous-virer en conduite dynamique[réf. nécessaire]. Et si sa vitesse de pointe est bridée à 150 km/h aux États-Unis, la version européenne atteint les 175 km/h. En revanche, vu la masse élevée de trois tonnes, le freinage peut vite se révéler insuffisant.[réf. nécessaire]
Le Hummer H2 connaît un fort succès aux États-Unis. Il apparaît également dans de nombreux clips musicaux de rap. Son prix d'un peu plus de 57 500 dollars aux États-Unis[Quand ?], le rend plus abordable qu'en Europe, où il est vendu aux environs de 70 000 euros[Où ?].
Le H2 est aussi connu pour être le véhicule des agents du laboratoire scientifique dans la série Les Experts : Miami.
Il a aussi existé en version pick-up nommée « H2 SUT ».
Un H2 Diesel - non officiel - a été « commercialisé ». Il s'agit en réalité d'une conversion, réalisé par certains propriétaires, à partir du 6,6 litres Duramax qui équipe le H1 Alpha de 2006, de 360 ch pour près de 900 N m.

## Équipements

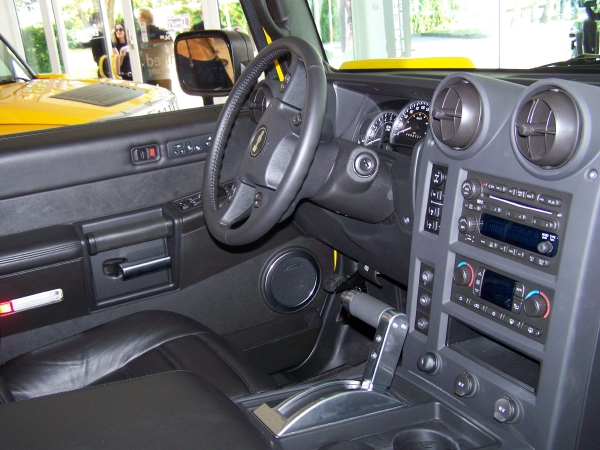
Intérieur du Hummer H2.

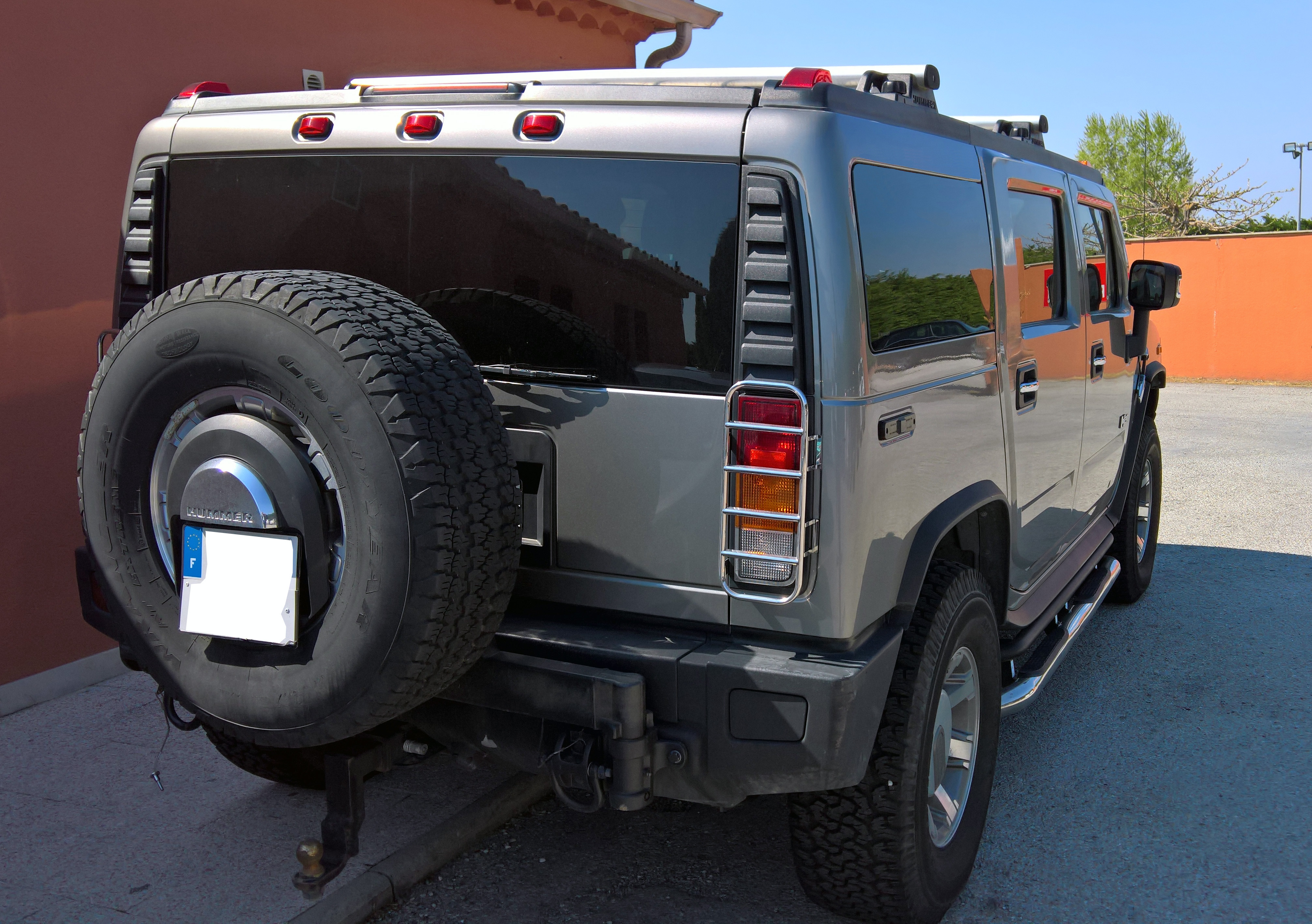
Hummer H2 vu de l'arrière.

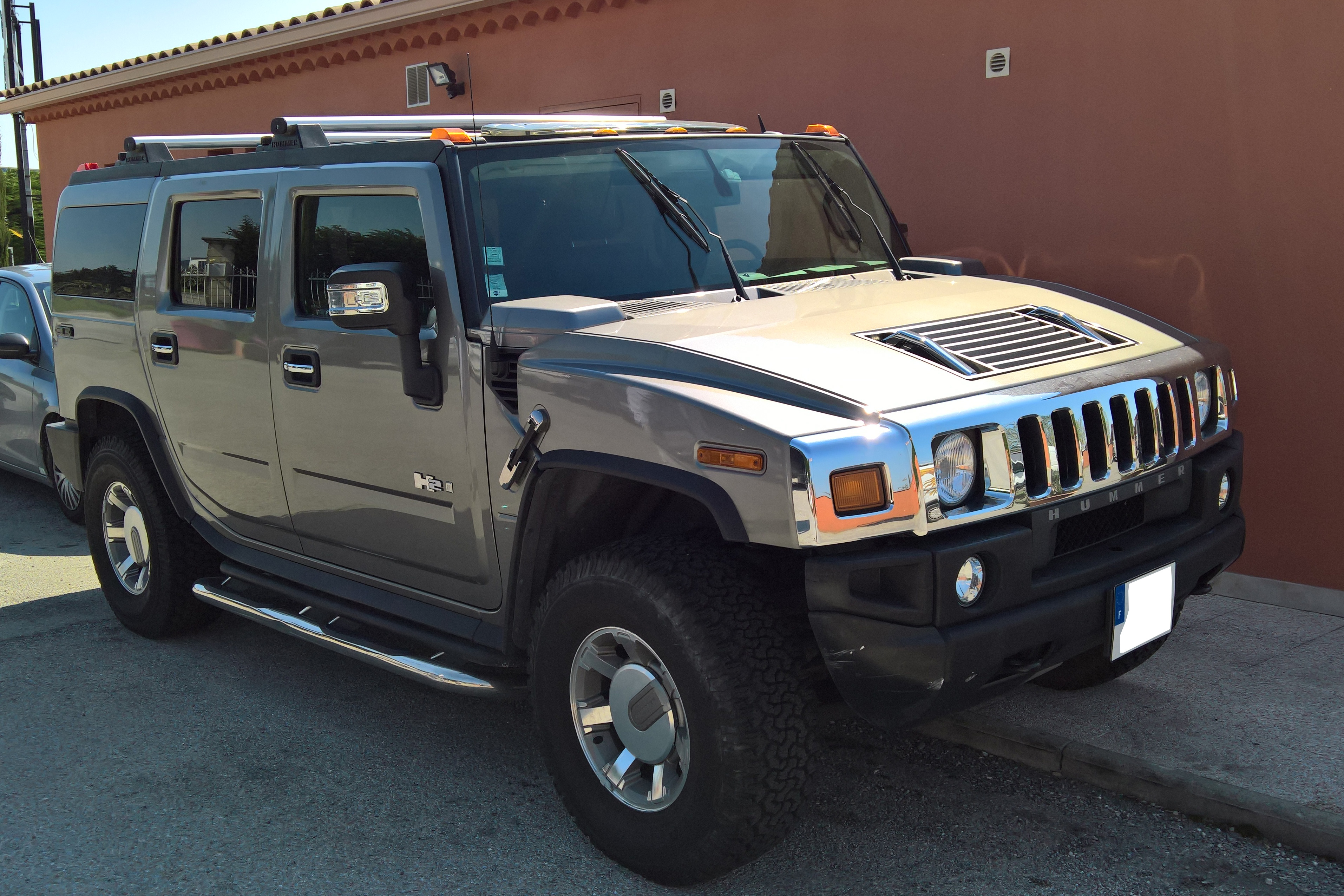
Hummer H2 vu de l'avant.

### Équipement standard intérieur
Le Hummer H2 possède des équipements variés. Au niveau du moteur on peut noter le blocage de différentiel (permettant une meilleure motricité sur les surfaces glissantes).
Au niveau du confort intérieur il y a 5 places assise (avec une 6ème place en option), les sièges avant ont une fonction mémoire et un ajustage électrique (8 positions). L'ensemble des sièges, avant et arrière, sont chauffants. La banquette arrière de la deuxième rangée est rabattable pour disposer de plus d'espace. Le Hummer H2 bénéficie d'équipements de sécurité avancés tels que l'Anti-démarrage Passlock (système antivol), le déverrouillage à distance sans clef avec bouton "panique" ou encore le système d'alarme et les portes à triple étanchéité.

### Équipement standard extérieur
Il est équipé de pare-chocs avant avec œillets de remorquage et accès au dispositif de montage pour système d'attelage de remorque et treuil, et de pare-chocs arrière avec œillets de remorquage et pré-installation pour un dispositif d'attelage de remorque.
Le dessous de caisse est doté d'une protection continue.